# Los Angeles Force
Los Angeles Force es un club de fútbol profesional de Whittier, California, Estados Unidos. Fue fundado en 2019 y juega en la National Independent Soccer Association.

## Historia
El Club está afiliado al FC Golden State Force de la USL League Two. El 2 de agosto de 2019, la National Independent Soccer Association (NISA) confirmó a Los Angeles Force para su temporada inaugural de 2019. Logró ganar su grupo Oeste con 11 puntos en la temporada de otoño (Fall Season), sin embargo perdió por 3-2 contra el California United Strikers FC en los playoffs.